# Corpo finito

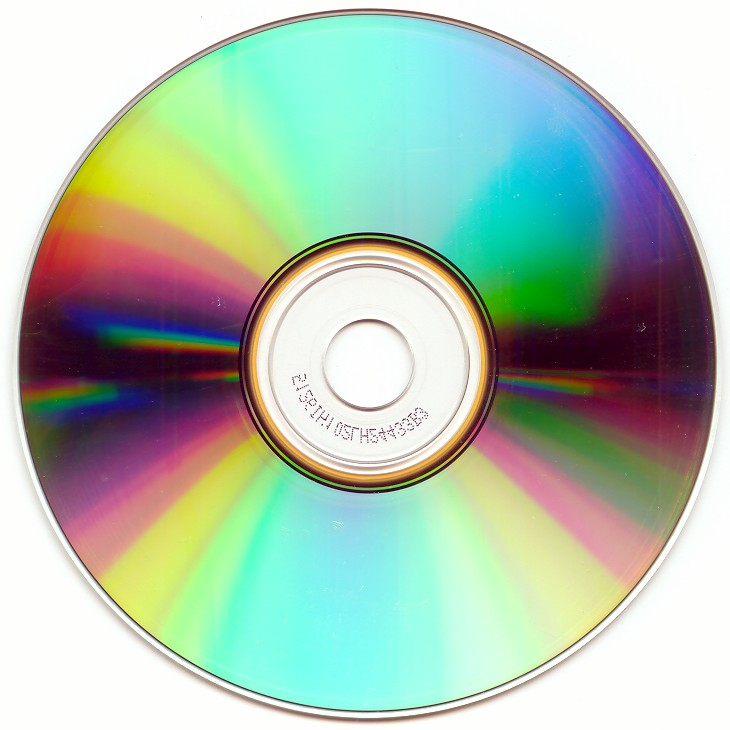
Defeitos de gravação, desgaste e poeira observados na superfície de um CD requerem uma codificação redundante das informações, permitindo corrigir os erros de leitura. Essa detecção e correção de erros utiliza o código Reed–Solomon em um corpo finito de 256 = 2^{8} elementos.

Em matemática, especificamente na álgebra abstrata, um corpo finito é um corpo que também é finito. Em termos de isomorfismo, um corpo finito é completamente determinado por sua cardinalidade, que é sempre uma potência de um número primo, sendo esse número primo sua característica. Para todo número primo p e todo inteiro não nulo n, existe um corpo de cardinalidade pn, que se apresenta como a única extensão de grau n do corpo primo Z/pZ.
Os corpos finitos são utilizados na teoria algébrica dos números, onde surgem como uma estrutura essencial na geometria aritmética. Essa área possibilitou, entre outras coisas, a demonstração do último teorema de Fermat.
Os corpos finitos encontraram novas aplicações com o desenvolvimento da ciência da computação. Na teoria de códigos, por exemplo, eles permitem determinar códigos corretivos eficazes. Também têm um papel na criptografia, tanto no desenvolvimento de criptografias de chave simétrica, como no padrão AES, quanto na concepção de criptografias de chave pública, como no problema de logaritmo discreto, entre outros.
Os corpos finitos também foram (ou são) chamados de corpos de Galois. Eles foram de fato estudados por Évariste Galois em um artigo publicado em 1830, sendo o ponto de partida da teoria. Na realidade, Carl Friedrich Gauss já havia descoberto os resultados de Galois no final do século XVIII, mas não os divulgou; seus trabalhos só foram conhecidos após sua morte e não tiveram a mesma influência que os de Galois.
O corpo finito de ordem q (sempre uma potência de um número primo) é denotado como Fq (do inglês field, que significa corpo) ou GF(q) (Galois field).